# Вильке, Гюнтер
Гю́нтер Ви́льке (нем. Günther Wilke; 23 февраля 1925, Гейдельберг — 9 декабря 2016) — немецкий химик; профессор органической химии, директор института Макса Планка по исследованию угля (Мюльхайм-ан-дер-Рур).

## Биография
В 1943—1945 годы, окончив гуманитарную гимназию в Гейдельберге, служил в подразделении горных стрелков (Куфштайн, Зальцбург, Винер-Нойштадт), лейтенанта запаса.
В 1945 году был принят в Высшую техническую школу Карлсруэ; с 1946 года изучал химию в университете Гейдельберга, где 27 июля 1951 получил степень доктора философии (научный руководитель Карл Фройденберг). С 1951 года работал в институте Макса Планка по исследованию угля (Мюльхайм-ан-дер-Рур) в группе Карла Циглера. Хабилитирован в 1960 году в Рейнско-Вестфальском техническом университете Ахена. С 1967 года — второй директор, в 1969—1993 годы — директор Института Макса Планка по исследованию угля.
Одновременно с 1962 года преподавал в Кёльнском университете. В 1963 году стал профессором Рурского университета, в 1968—1969 — декан химического факультета. В 1975 получил кафедру в Лувенском католическом университете.
Входил в состав:
- наблюдательных советов:
  - Friedrich Krupp AG Hoesch-Krupp (Эссен, 1968—1972),
  - химических заводов Hüls AG[нем.] (Марль, с 1.1.1980),
  - Th. Goldschmidt AG[нем.] (Эссен, с 1983);
- научного совета фонда Альфрида Круппа[нем.] (Эссен, с 23.5.1984).

В 1969—1993 годы — директор ООО «Общество исследований угля».
Председатель химико-физико-технической секции (1973—1976), вице-президент (1978—1990), почётный сенатор (21.6.1990) общества Макса Планка. Президент Общества немецких химиков (1980—1981, почётный член с 2013). Председатель Общества немецких естествоиспытателей и врачей (1991—1992).
Член академий:
- Рейнско-вестфальской академии наук (с 1974, президент в 1994—1997),
- Германской академии естествоиспытателей «Леопольдина» (с 1976, с 14.6.1985 — адъюнкт и сенатор);
- член-корреспондент[2]:
  - Гёттингенской академии наук (1979),
  - Австрийской академии наук (1983),
  - Гейдельбергской академии наук (15.2.1986),
  - Academia Europaea (с 1989)[3],
  - Европейской академии наук и искусств (1992);
- иностранный член[2]:
  - Американского химического общества (5.4.1976),
  - Королевской академии наук и искусств Нидерландов (30.4.1977);
- почётный член[2]:
  - Американской академии искусств и наук (с 1981),
  - Общества австрийских химиков[нем.] (5.8.1991).

Член попечительского совета больницы евангелистов (Мюльхайм-ан-дер-Рур, с 1972).

### Семья
Отец — Эрнст Вильке (нем. Ernst Wilke), профессор физической химии; мать — Маргарете (урожд. Валах; нем. Margarethe Walach).
Жена (с 1951) — Дагмар Кинд (нем. Dagmar Kind).

## Научная деятельность
Основные направления исследований:
- гомогенный катализ с использованием комплексов никеля. Обнаружил или разработал Ni(1,5-циклооктадиен)2, Ni(аллил)2, Ni(C2H4)3. Некоторые из этих комплексов являются катализаторами для олигомеризации диенов, продукты которой используются, например, в производстве нейлона[3].

В 1956 году заявил к патенту процесс получения циклододекатриена, в 1959 — синтез циклооктадиена-(1,5), в 1973 — процесс синтеза ферроцена.
Разработал пластмассу Vestamid, обладающую водоотталкивающими свойствами, из которой Adidas в 1972 году производил обувь для чемпионата мира по футболу; применяется также в лыжных соединениях и теннисных ракетках.

## Награды и признание
- Премия Рура за искусство и науку[нем.] за 1965 год (5.3.1966)
- Медаль Эмиля Фишера[нем.] (1970) Общества немецких химиков
- премия Карла Циглера[нем.] (1978) Общества немецких химиков
- медаль Вильгельма Экснера (1980)
- Командорский крест ордена «За заслуги перед Федеративной Республикой Германия» (21.7.1987)
- Ахенская и Мюнхенская премия по технике и прикладным естественным наукам (16.6.1989)
- премия Уилларда Гиббса (24.5.1991)[3]
- премия Эдуарда Франкленда (1992) Королевского химического общества
- Австрийский почётный знак «За науку и искусство» (10.3.1993)
- Орден «За заслуги» (Северный Рейн-Вестфалия)[нем.] (ноябрь 1997)
- Большой офицерский крест ордена «За заслуги перед Федеративной Республикой Германия» (2000)[5]
- доктор honoris causa[2]:
  - Лувенского католического университета (5.3.1976)
  - Чикагского университета (11.6.1976)
  - Рейнско-Вестфальского технического университета Ахена (19.11.1976)
  - Университета Овьедо[исп.] (1982)
  - Бингемтонского университета (27.5.1990)
  - Университета Модены и Реджо-нель-Эмилия[итал.] (1994).